# Adama Diomandé
Valentin Adama Diomandé, född 14 februari 1990, är en norsk fotbollsspelare som spelar för Al-Sailiya.

## Klubbkarriär
Den 1 september 2015 värvades Diomandé av Hull City, där han skrev på ett treårskontrakt.
Den 2 maj 2018 värvades Diomandé av Major League Soccer-klubben Los Angeles FC. Den 1 juli 2018 gjorde Diomandé ett hattrick i en 4–1-vinst över Philadelphia Union. I april 2021 gick han till kinesiska Cangzhou Mighty Lions. I augusti 2021 gick Diomandé till qatariska Al-Sailiya.

## Landslagskarriär
Diomandé debuterade för Norges landslag den 12 juni 2015 i en 0–0-match mot Azerbajdzjan, där han blev inbytt i den 79:e minuten mot Joshua King.